# Portmore Lough

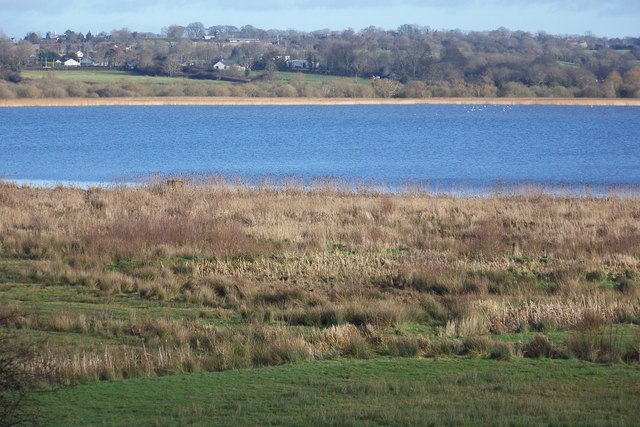
Portmore Lough

Portmore Lough (de l'irlandès Loch an Phoirt Mhóir, que significa 'llac de la gran terra d'embarcament') és un llac petit al sud-oest del comtat d'Antrim de sud-oest Antrim, que desguassa al proper Lough Neagh. És més o menys circular i cobreix una àrea de 286 hectàrees. El Lough i la seva riba està designat com un lloc Ramsar, una Àrea de Protecció Especial (SPA, de l'anglès Special Protection Area) i una Àrea d'Interès Científic Especial (ASSI). El lough és ara part d'una Societat Reial per la Protecció de reserva de naturalesa dels ocells.
El lough és prop del lloc de l'antic Castell de Portmore, eregit el 1664 i derruït el 1761. És també el presumpta ubicació del Portmore Ornament Tree la caiguda del quan durant una tormenta el 1760 és lamentada en la cançó folk irlandesa Bonny Portmore.
Portmore Lough té un nom alternatiu: Lough Beg (Loch Bheag, o "llac petit"), per no ser confós amb el Lough Beg a Lower Bann.